# مارک جونز (فیلم‌ساز)
مارک جونز (انگلیسی: Mark Jones زاده ۱۷ ژانویه ۱۹۵۳ در لس آنجلس) فیلم‌نامه‌نویس کارگردان و تهیه‌کننده تلویزیون و سینما اهل ایالات متحده آمریکا است.

## بخشی از فیلم‌شناسی
- ۱۹۹۳ - لپرکان